# Kallstadt
Kallstadt est une municipalité allemande située dans le land de Rhénanie-Palatinat et l'arrondissement de Bad Dürkheim.
Kallstadt est la ville d'origine de la famille Heinz et de la famille Trump.

## Personnalités liées à la commune
- Frederick Trump (1869-1918), homme d'affaires américain d'origine allemande, né à Kallstadt, et grand-père de Donald Trump.
- Elizabeth Christ Trump (1880-1966), épouse du précédent, femme d'affaires américaine d'origine allemande, née à Kallstadt, et grand-mère de Donald Trump.
- Johann Heinrich Heinz (1811–1891), père de Henry John Heinz (et fils de Charlotte Louisa Trump), le fondateur du groupe agroalimentaire Heinz et arrière-arrière-grand-père de John Heinz III.